# 순천로
순천로(Suncheon-ro) 전라남도 순천시 서면 선평삼거리에서 구례군 문척면을 잇는 도로이다.

## 주요 경유지
전라남도
- 순천시 (서면 . 월등면 . 황전면) - 구례군 산척면

## 노선
| 이름               | 접속 노선                     | 소재지        | 소재지        | 비고          |
| 중앙로과 직결      | 중앙로과 직결                 | 중앙로과 직결 | 중앙로과 직결 | 중앙로과 직결 |
| ------------------ | ----------------------------- | ------------- | ------------- | ------------- |
| 선평삼거리         | 국도 제17호선 (백강로)        | 순천시        | 서면          |               |
| 동산초등학교삼거리 |                               | 순천시        | 서면          |               |
| 동산삼거리         | 동산길 서월산길               | 순천시        | 서면          |               |
| 학구교차로         | 국도 제22호선 (승주로)        | 순천시        | 서면          |               |
| 송치1교            |                               | 순천시        | 서면          |               |
| 송치2교            |                               | 순천시        | 서면          |               |
| 송치터널           |                               | 순천시        | 서면          |               |
|                    | 월등면                        | 순천시        |               |               |
| 송치3교            |                               | 순천시        |               |               |
| 승주교             |                               | 순천시        | 황전면        |               |
| 백약교             |                               | 순천시        | 황전면        |               |
| 괴목역삼거리       | 지방도 제840호선 (건구칠동로) | 순천시        | 황전면        |               |
| (이름없음)         | 지방도 제857호선 (괴목길)     | 순천시        | 황전면        |               |
| 괴목1교            |                               | 순천시        | 황전면        |               |
| (이름없음)         | 봉덕길                        | 순천시        | 황전면        |               |
| 용두삼거리         | 섬진강로 선변용두길           | 순천시        | 황전면        |               |
| 황전철도육교       |                               | 순천시        | 황전면        |               |
| 산업로와 직결      |                               |               |               |               |

## 주요 건물 및 시설
- 농협 순천농협 하나로마트 서면점 (순천로 6/동산리 4-1)
- 농협 순천농협 서면지점 (순천로 6/동산리 4-1)
- 동산초등학교(순천로 16/동산리 11)
- SK에너지서순천IC주유소 (순천로 52/동산리 44)
- CU서순천IC점 (순천로 54/동산리 89-3)
- 이마트24R 서순천IC점 (순천로 64/동산리 93-1)
- SK에너지 서광주유소 (순천로 120/동산리 131)
- GS칼텍스 서면주유소 (순천로 252/동산리 545)
- HD현대오일뱅크 스타트주유소 (순천로 710/학구리 654-3)
- 송치재휴게소 상행 (순천로 854/학구리 859-5)
- SK에너지 괴목주유소 (순천로 1493/괴목리 125-3)
- 아리랑휴게소 (순천로 1935/월산리 44-2)
- 고향휴게소 (순천로 2080/선변리 352)